# Jølster
Jølster (prononcé « yeulsteur ») est une ancienne kommune de Norvège maintenant fusionnée dans la commune de Sunnfjord. Elle est située dans le comté de Sogn og Fjordane. 
Il y a deux localités principales à Jølster ; Vassenden et Skei, cette dernière constitue le centre de la kommune. Le plus haut sommet s'appelle le Snønipa et atteint 1 827 mètres d'altitude.
Le nom Jølster vient de l'expression en norrois jolmster, qui signifie « heurt et vacarme ».
Jølster est bordée au nord par Gloppen et Stryn, à l'est par Luster et Sogndal, au sud et à l'ouest par Førde et au nord-ouest par Naustdal.
À Ålhus se trouve le site du millénaire (tusenårssted).

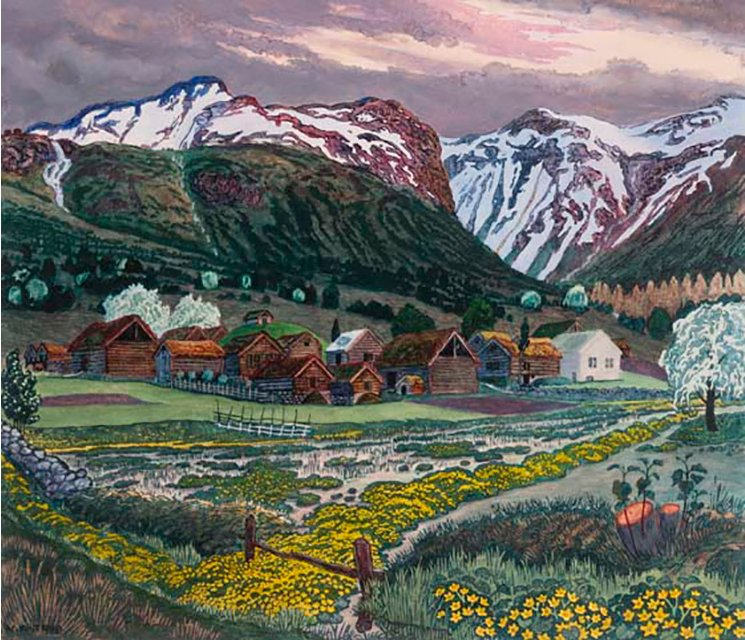
Nikolaï Astrup, « Soleienatt »

## Personnalités liées à Jølster
- Audun Hugleiksson (~1240-1302), baron et proche conseiller des rois Magnus VI et Éric II. Il a notamment servi comme diplomate et ministre des finances. Tous les deux ans, une pièce retraçant sa vie est jouée à Jølster.
- Nikolaï Astrup (1880–1928), artiste-peintre né à Bremanger, mais qui a grandi à Jølster où son père était prêtre. Sa résidence Astruptunet se visite.
- Ludvig Eikaas (né en 1920), originaire d'Eikaas à Jølster même. Il est un artiste de la deuxième partie du XXe siècle, il exprime son art à travers la peinture, la sculpture et le graphisme. En 1970, il est devenu professeur à l'Académie des Arts d'Oslo. Il a son propre musée - Eikaasgalleriet.

## Rivières, fjords, montagnes et lacs à Jølster
- Bolsetnipa
- Bjørsetfjellet
- Eikåsnipa
- Finneskotet
- Grovabreen
- Kjøsnesfjorden
- Jølstravannet
- Jølstra
- Snønipa
- Steinegga
- Tindefjellet